# Orient Mitjà

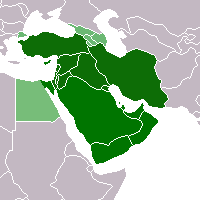
L'Orient Mitjà arqueològic i històric
L'Orient Mitjà en un sentit més ample

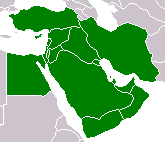
Països de l'Orient Mitjà actual

Orient Mitjà, Orient Pròxim o Pròxim Orient és la part de l'Orient que és a prop d'Europa (Occident). Es contraposa a l'Extrem Orient o Orient Llunyà.
Històricament, era el nom amb el qual els primers geògrafs europeus moderns designaren els territoris situats a la riba est de la Mediterrània. Coincidia aproximadament amb les fronteres occidentals de l'Imperi Otomà, i per això de vegades incloïa també la península balcànica. Actualment, l'ús més restringit d'aquesta denominació sol comprendre els estats de Turquia, Síria, el Líban, Israel i Egipte, però l'evolució política posterior a la Segona Guerra Mundial ha fet que hom l'empri com a sinònim d'Orient Mitjà, terme molt més ampli que inclou, a més de Turquia i Israel, tots els estats àrabs, del Marroc fins a l'Iraq i el Sudan, i també l'Iran i àdhuc l'Afganistan i el Pakistan. Tanmateix, els estats inclosos varien segons el context de referència, el punt de vista utilitzat, etc.
El nom d'Orient Mitjà s'usa per influència de l'anglès Middle East, que es refereix a una divisió de l'Orient antiquada, però que després de la caiguda de l'Imperi Otomà ha començat a ser més usada en anglès i traduïda en moltes llengües. Molts han criticat el terme Orient Mitjà a causa del seu eurocentrisme implícit. Als mitjans de comunicació contemporanis el terme sovint és utilitzat tant pels europeus com els no europeus, el que contrasta amb la designació similar, Màixriq, que es fa servir sobretot en contextos de llengua àrab.
Són molts els factors que han fet d'aquesta zona una de les més conflictives del món, però molts autors coincideixen a remarcar que el factor desencadenant de la conflictivitat va ser el repartiment de les possessions otomanes després de la Primera Guerra Mundial, moment en què es va predeterminar el traçat de les fronteres i el naixement de l'Estat d'Israel. Un altre factor segurament s'hauria de trobar en les seves riqueses naturals, sobretot de petroli. Durant el segle xx, el Pròxim Orient ha viscut sis conflictes armats notables (quatre guerres àrabo-israelianes, la guerra entre l'Iraq i l'Iran i la guerra del Golf i els seus successius episodis), una guerra civil al Líban, i la revolució islàmica de Khomeini a l'Iran amb importants repercussions per a tot el món musulmà.
Actualment, aquesta regió és predominantment islàmica. La producció de petroli és molt important. Els Estats Units n'han ocupat alguns països. Un dels conflictes més rellevants de l'Orient Mitjà és el que hi ha entre Israel i els països àrabs. El procés de pau de conflicte àrabo-israelià, encetat a Madrid el 1991, va obrir una petita porta a l'esperança per a la regió.

## Etimologia

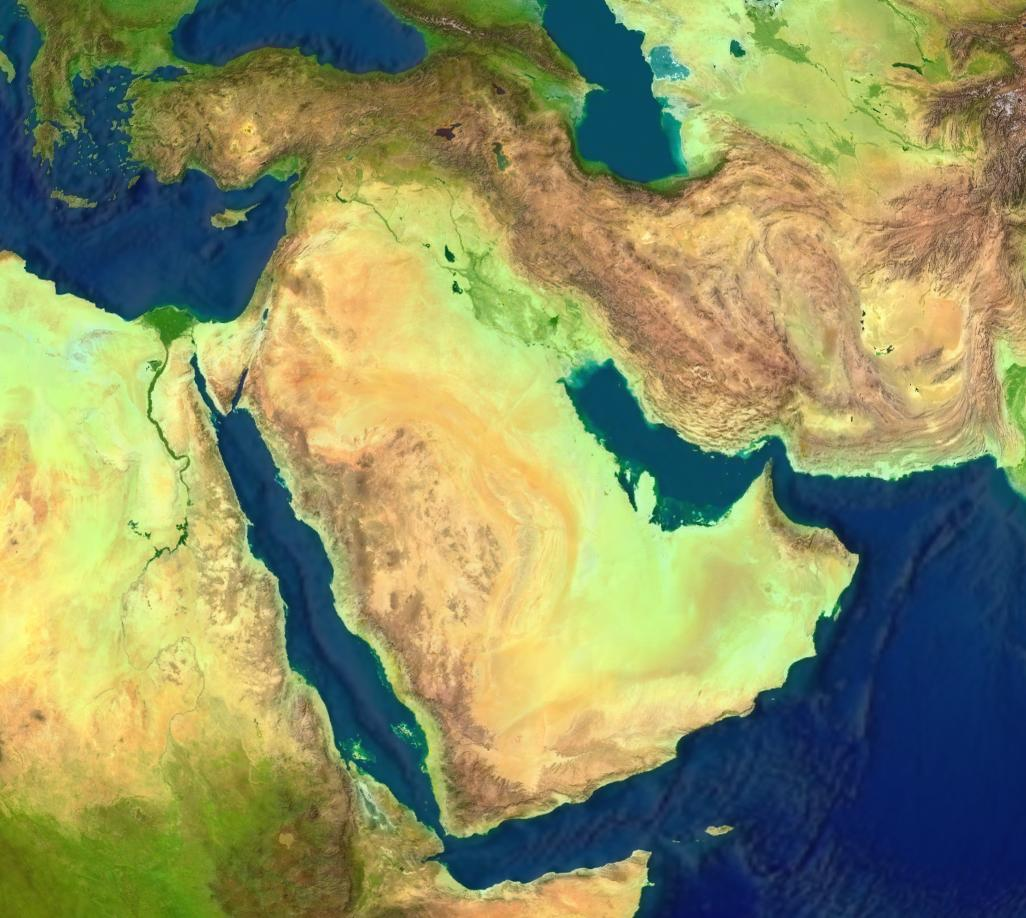
Imatge d'Orient Mitjà des de l'espai

El terme Orient Mitjà o (Pròxim Orient o Orient Pròxim) possiblement es va crear pels volts de l'any 1850 a la British India Office, i es va fer àmpliament conegut quan l'estrateg naval estatunidenc Alfred Thayer Mahan el va utilitzar.
En aquella època, l'Imperi Britànic i l'Imperi Rus es disputaven la influència a l'Àsia central, rivalitat que es va conèixer com El gran joc. Mahan es va adonar no solament de la importància estratègica de la regió, sinó també del seu nucli, el Golf Pèrsic.
Manhan va etiquetar l'àrea del voltant del Golf Pèrsic com a "Orient Mitjà" i va afirmar que, després del canal de Suez, era el territori més important perquè la Gran Bretanya pogués controlar l'avanç rus cap a l'Índia.
Va usar el terme en l'article The Persian Gulf and International Relations ("El Golf Pèrsic i les relacions internacionals"), publicat el setembre de 1902 al diari britànic National Review.
| « | L'Orient Mitjà, si puc utilitzar un terme que mai no he vist, un dia caldrà la seva Malta, el seu Gibaltar; encara que no se'n segueix que serà necessàriament el Golf Pèrsic. La força naval té l'avantatge de la mobilitat, que porta en si mateix el privilegi de les absències temporals; però li cal trobar en cada escenari d'operacions, bases establides per a reparacions, provisions i, en cas de desastre, per a la seguretat. La Marina Reial Britànica hauria de tenir la facilitat de concentrar la seva força, si arriba l'ocasió, a Aden, a Índia i al Golf Pèrsic. | » |

L'article va ser reimprès a la revista The Times i ho fou encara durant l'octubre, una sèrie de vint articles titulats "The Middle Eastern Question", escrits per Sir Ignatius Valentine Chirol. En ells, Chirol va expandir la definició d'Orient Mitjà per a incloure "aquelles regions d'Àsia que s'estenen fins als límits de l'Índia o acostades". Cap a la fi de la sèrie, pels volts del 1903, The Times va eliminar les cometes que utilitzava per a acompanyar el terme fins aleshores. 
Fins a la Segona Guerra Mundial, era freqüent d'anomenar Orient Mitjà les àrees pròximes a Turquia; Orient Pròxim a la costa est del Mediterrani i Extrem Orient a les proximitats de la Xina. El terme al·ludia aleshores a la zona entre Mesopotàmia i Myanmar, és a dir, tot el que fos entre el que es diu Pròxim Orient i l'Extrem Orient, potser sota la influència de l'antiga idea que la Mediterrània és la "mar del centre".

## Geografia

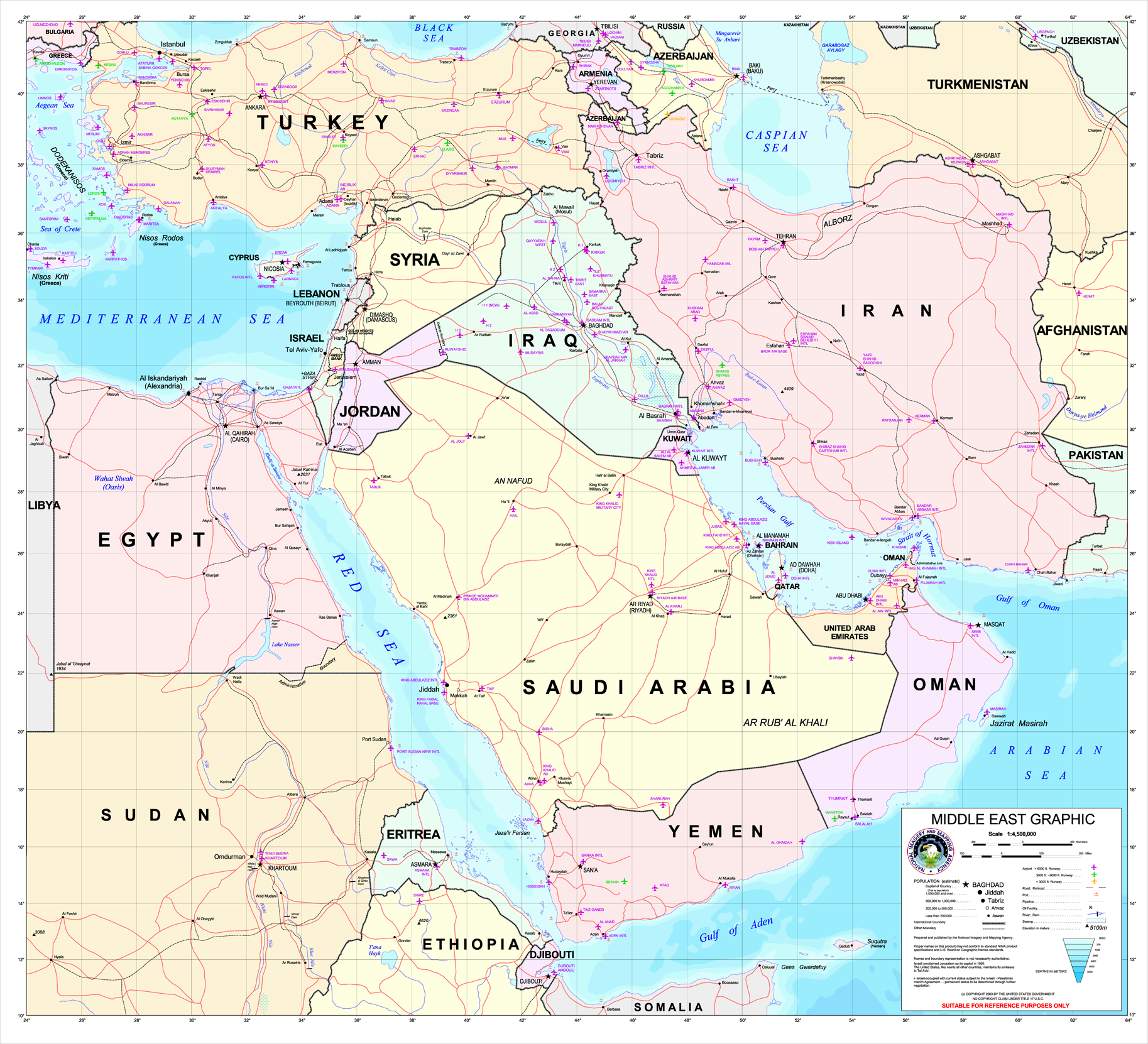
Composició de l'Orient Mitjà

Per les diferències de criteri a l'hora de definir l'àrea geogràfica que comprèn, aquesta seria la interpretació màxima del Pròxim Orient:
- Estats al Sud del Caucas
  - Armènia, Azerbaidjan
- Pròxim-Orient (mar Mediterrani):
  - Anatòlia (Turquia)
  - Xipre
  - Síria, el Líban, Jordània
  - Israel, Palestina (Franja de Gaza i Cisjordània)
  - Sinaí (Egipte)
- Costa del Mar Roig
  - Eritrea, Djibouti
  - Aràbia Saudita, Iemen
- Estats del Golf Pèrsic
  - Oman, Emirats Àrabs Units, Bahrain, Qatar, Kuwait
  - l'Iraq, l'Iran

### Territoris i regions
| País, amb bandera    | Superfície (km²) | Població   | Densitat de població (per km²) | Capital   | PIB (total)             | Per capita     | Moneda                          | Govern                                      | Llengües oficials             |
| -------------------- | ---------------- | ---------- | ------------------------------ | --------- | ----------------------- | -------------- | ------------------------------- | ------------------------------------------- | ----------------------------- |
| Anatòlia:            |                  |            |                                |           |                         |                |                                 |                                             |                               |
| Turquia              | 783.562          | 73.914.000 | 91                             | Ankara    | $1.028 trillion (2008)  | $13.920 (2008) | Lira turca                      | Democràcia parlamentària                    | Turc                          |
| Península aràbiga:   |                  |            |                                |           |                         |                |                                 |                                             |                               |
| Bahrain              | 665              | 656.397    | 987                            | Al-Manama | $26.970 billion (2008)  | $34.605 (2008) | Dinar de Bahrain                | Monarquia constitucional                    | Àrab                          |
| Kuwait               | 17.820           | 3.100.000  | 119                            | Al-Kuwait | $137.190 billion (2008) | $39.849 (2008) | Dinar kuwaitià                  | Herència constitucional                     | Àrab                          |
| Oman                 | 212.460          | 3.200.000  | 13                             | Muscat    | $66.889 billion (2008)  | $24.153 (2008) | Rial omanita                    | Monarquia absoluta                          | Àrab                          |
| Qatar                | 11.437           | 793.341    | 69                             | Doha      | $94.249 billion (2008)  | $85.867 (2008) | Riyal de Qatar                  | Monarquia absoluta                          | Àrab                          |
| Saudi Arabia         | 1.960.582        | 23.513.330 | 12                             | Al-Riyad  | $593.385 billion (2008) | $23.834 (2008) | Riyal saudita                   | Monarquia absoluta                          | Àrab                          |
| United Arab Emirates | 82.880           | 5.432.746  | 30                             | Abu Dhabi | $184.984 billion (2008) | $38.830 (2008) | Dírham dels Emirats Àrabs Units | Federal Monarquia constitucional            | Àrab, anglès                  |
| Yemen                | 527.970          | 18.701.257 | 35                             | Sanaà     | $55.433 billion (2008)  | $2.412 (2008)  | Rial iemenita                   | República                                   | Àrab                          |
| Creixent Fèrtil:     |                  |            |                                |           |                         |                |                                 |                                             |                               |
| Franja de Gaza       | 360              | 1.376.289  | 3.823                          | Gaza      | $770 milions (2008)     | $2.900 (2008)  | Nou xéquel                      | Autoritat Palestina Hamas                   | Àrab                          |
| Iraq                 | 437.072          | 31.001.816 | 70.93                          | Bagdad    | $202,3 billion (2008)   | $6.500 (2008)  | Dinar iraquià                   | Democràcia parlamentària                    | Àrab, kurd                    |
| Israel               | 20.770           | 7.465.000  | 290                            | Jerusalem | $200.630 billion (2008) | $28.206 (2008) | Nou xéquel                      | Democràcia parlamentària                    | Hebreu, Àrab                  |
| Jordan               | 92.300           | 5.307.470  | 58                             | Amman     | $32.112 billion (2008)  | $5.314 (2008)  | Dinar jordà                     | Monarquia constitucional                    | Àrab                          |
| Lebanon              | 10.452           | 3.677.780  | 354                            | Beirut    | $49.514 billion (2008)  | $13.031 (2008) | Lliura libanesa                 | República                                   | Àrab, francès, anglès, armeni |
| Syria                | 185.180          | 17.155.814 | 93                             | Damasc    | $94.408 billion (2008)  | $4.748 (2009)  | Lliura síria                    | República presidencial                      | Àrab                          |
| Cisjordània          | 5.860            | 2.500.000⁵ | 432                            | Ramallah  |                         |                | Nou xéquel                      | Autoritat Palestina Fatah                   | Àrab                          |
| Plana iraniana:      |                  |            |                                |           |                         |                |                                 |                                             |                               |
| Iran                 | 1.648.195        | 71.208.000 | 42                             | Teheran   | $819.799 billion (2008) | $11.250 (2008) | Rial iranià                     | República islàmica                          | Persa                         |
| Mar Mediterrani:     |                  |            |                                |           |                         |                |                                 |                                             |                               |
| Cyprus               | 9.250            | 792.604    | 90                             | Nicosia   | $22.703 billion (2008)  | $29.830 (2008) | Euro                            | República                                   | Grec, turc                    |
| Àfrica del Nord:     |                  |            |                                |           |                         |                |                                 |                                             |                               |
| Egypt                | 1.001.449        | 77.498.000 | 74                             | El Caire  | $442.640 billion (2008) | $5.898 (2008)  | Lliura egípcia                  | República semipresidencialista (democràcia) | Àrab                          |
| Font: 85%            |                  |            |                                |           |                         |                |                                 |                                             |                               |

### Relleu

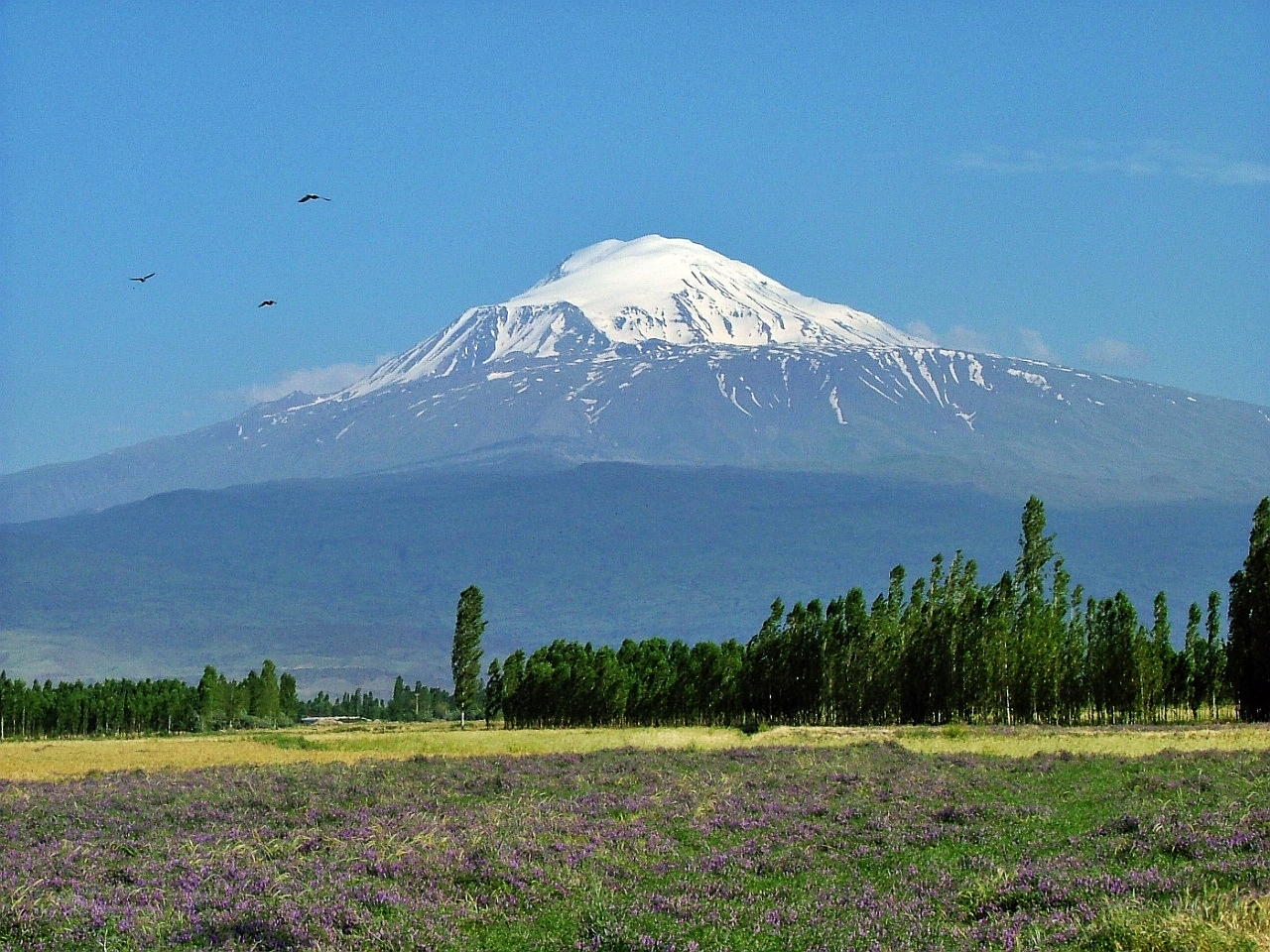
El Mont Ararat

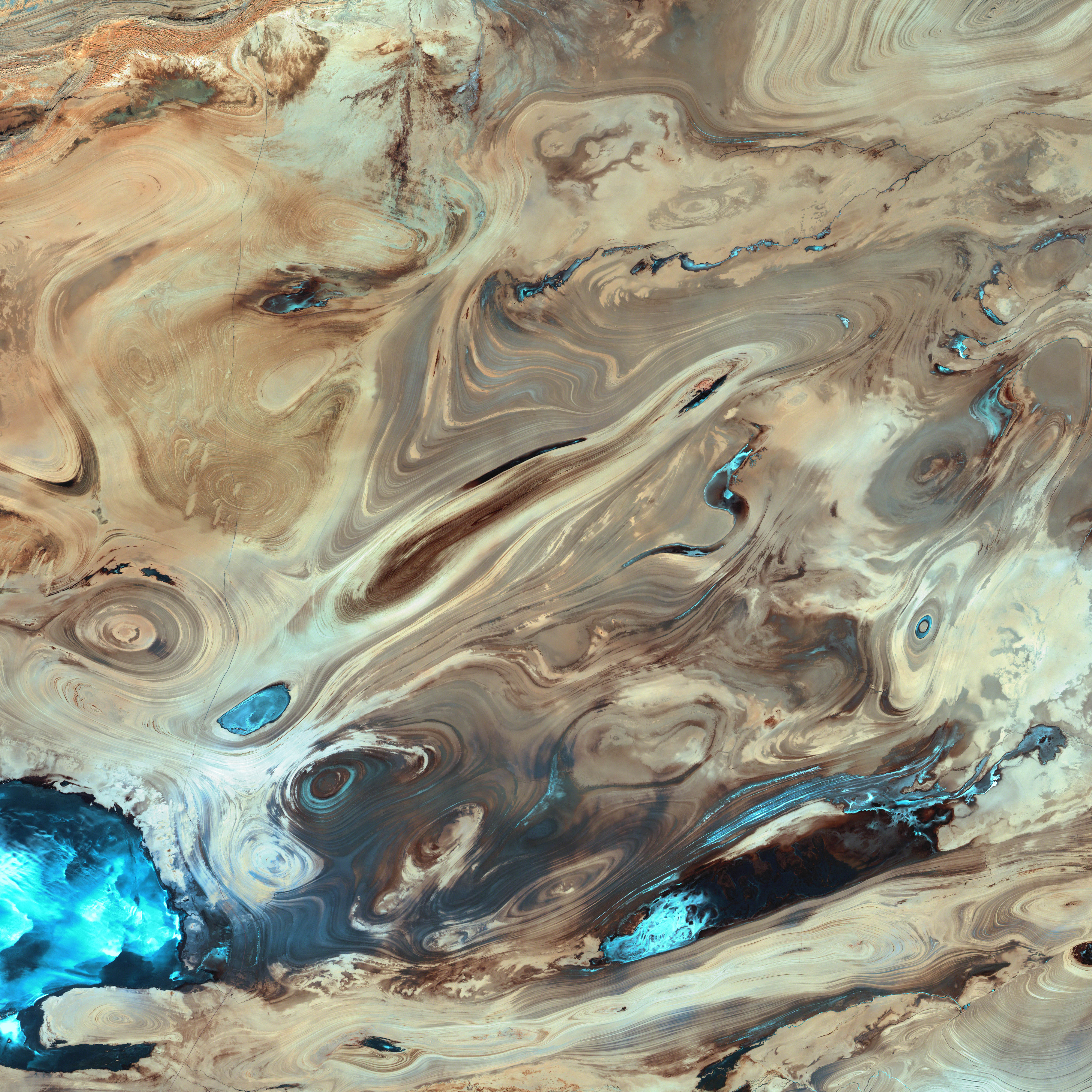
Dasht-e Kavir el gran desert de sal de l'Iran

L'Orient Mitjà té principalment àrees de relleu baix, encara que algunes zones de Turquia, l'Iran i el Iemen són molt muntanyoses. L'Anatòlia es troba entre dues cadenes muntanyoses: Pontus i Taurus. El mont Ararat, a Turquia, té una alçada de 5.165 metres, i el més alt a la regió, Mont Damavand, a les muntanyes Elburz de l'Iran, té una alçada de 5.610 metres. Els Zagros es troben a l'Iran, en l'àrea de la seva frontera amb l'Iraq. En diverses regions del Iemen les elevacions sobrepassen els 3.700 metres, i les terres elevades s'estenen al llarg del mar Roig cap al Líban. El centre de l'Iran es divideix en dues conques amb llacs de sal ocasionals: al nord Dasht-e Kavir (Gran desert de sal), i al sud Dasht-e Lut.
A més, hi ha una falla geològica al llarg del mar Roig, amb zones rift que creen depressions estructurals amb àrees per sota del nivell del mar. La mar Morta, localitzada en el límit entre Cisjordània, Israel i Jordània, està a 418 metres sota el nivell del mar, la qual cosa el converteix en el punt més baix de la superfície terrestre.

## Història

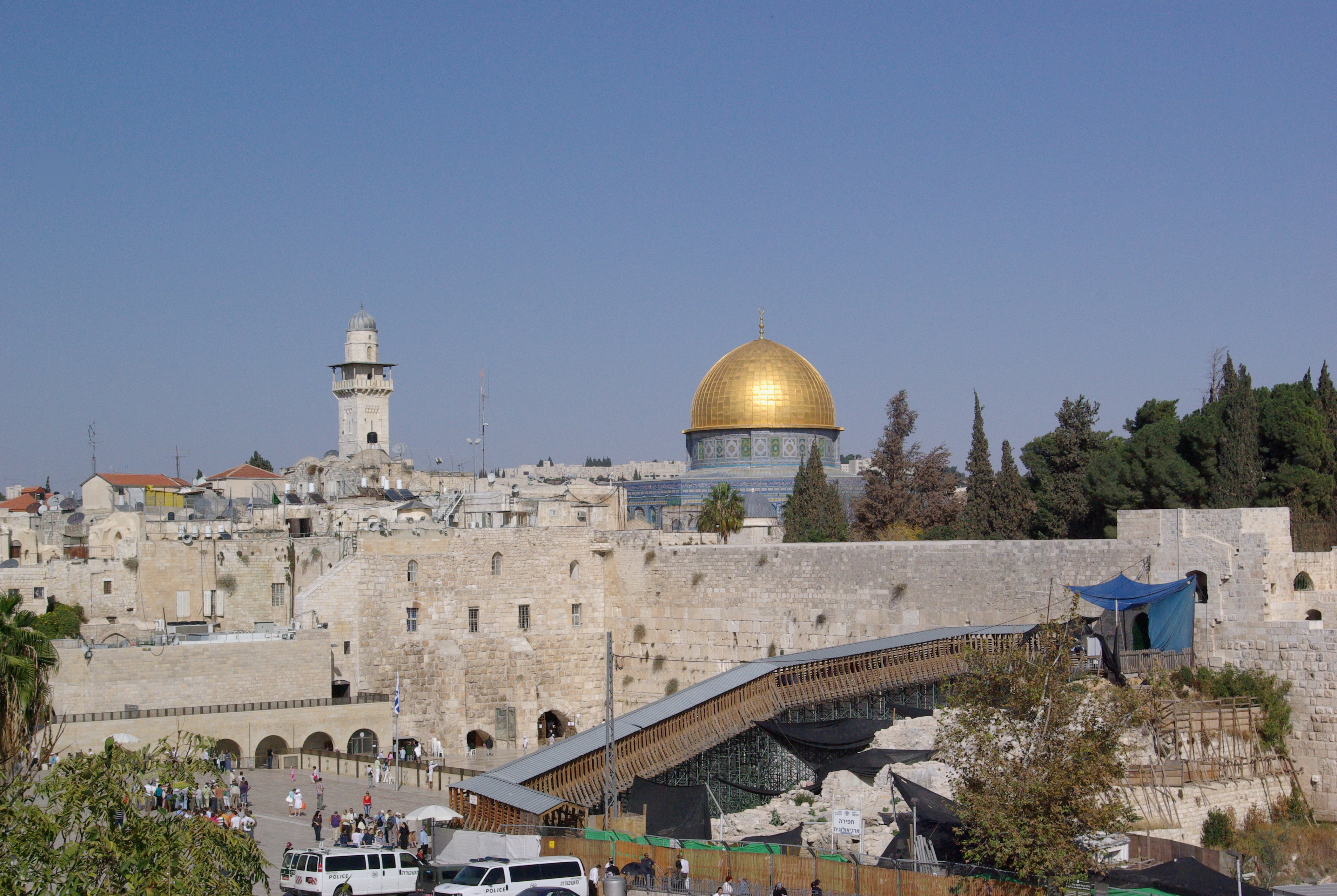
El Mont del Temple de Jerusalem

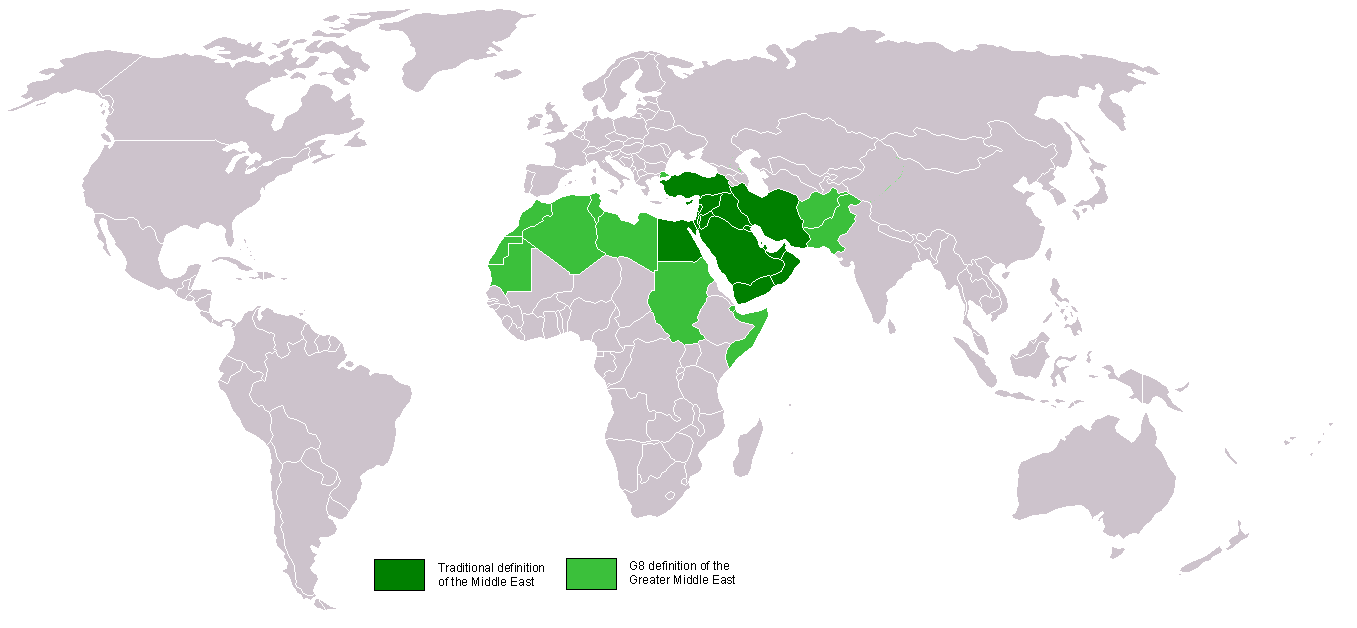
L'Orient Mitjà tradicional i el Gran Orient Mitjà concebut per l'administració Bush.

Situada a la unió d'Euràsia i Àfrica, entre el mar Mediterrani i l'Oceà Índic, aquesta zona ha estat centre d'assumptes d'importància mundial en els àmbits estratègic, econòmic, polític, cultural i religiós. Coneixem la història d'aquesta regió sobretot pels escrits de l'Antic Testament i dels historiadors grecs, i per les excavacions que hi ha fet l'arqueologia des del segle xix. La zona està poblada d'ençà del 8000 aC, com ho proven les restes de Jericó.
Al llarg de la història, els països d'aquesta part del món sovint han experimentat els mateixos canvis. Per exemple, les conquestes de l'Imperi Persa, d'Alexandre el Gran i de l'islam. Posteriorment, va formar part de l'Imperi Otomà i de les colònies britàniques. Ha estat el centre espiritual de l'Església Ortodoxa, l'islam, del judaisme, iazidisme, mitraisme, zoroastrisme, maniqueisme i la fe bahà'í.
La història moderna del Pròxim Orient va començar després de la Primera Guerra Mundial, quan l'Imperi Otomà, que s'havia aliat amb els vençuts, les potències centrals, va ser dividit en moltes nacions independents. Altres esdeveniments decisius en aquesta transformació van ser l'establiment d'Israel el 1948 i el declivi de les potències europees com el Regne Unit i França, que van ser parcialment suplantades en influència per la nació més poderosa del moment, els Estats Units.
Al segle xx, la considerable reserva de petroli a la regió li va conferir una nova importància estratègica i econòmica. L'extracció massiva de petroli va començar al voltant de 1945, a l'Aràbia Saudita, l'Iran, Kuwait, l'Iraq, i els Emirats Àrabs Units. Les reserves estratègiques de petroli, especialment a l'Aràbia Saudita i l'Iran, són de les més grans del món i la OPEP està dominada pels països de l'Orient Mitjà.
Durant la Guerra Freda, l'Orient Mitjà va ser escenari de la lluita ideològica entre les dues superpotències, els Estats Units i la Unió Soviètica, que competien per influència i aliats. Des del final de la Segona Guerra Mundial, la regió ha tingut períodes de relativa pau i tolerància, interromputs amb conflictes i guerres com són la guerra del Golf, la guerra de l'Iraq, el conflicte àrab-israelià i programa nuclear de l'Iran.

## Economia
L'economia en Pròxim Orient oscil·la entre els països més pobres de la regió, com Iemen, fins a les nacions més desenvolupades, com Aràbia Saudita. El 2007, segons dades de la CIA, s'ha mantingut una taxa positiva de creixement, ja que conté les majors reserves de petroli del món. Els tres països amb major PIB el 2006, són: Qatar (36.632 dòlars), Unió dels Emirats Àrabs Units (34.109 dòlars) i Kuwait (20.886 dòlars).
L'estructura econòmica dels països de l'Orient Mitjà són diferents en el sentit que mentre algunes nacions són només dependents d'exportar petroli i els seus derivats (Aràbia Saudita, EAU i Kuwait), altres tenen una gran base econòmica (Turquia i Egipte). Les activitats econòmiques de l'Orient Mitjà són: petroli i els seus derivats, l'agricultura, el cultiu de cotó, la indústria tèxtil, l'elaboració de productes fets de cuir, fabricació d'equipament bèl·lic (armes, municions, tancs, submarins, míssils). L'activitat bancària és també un sector important de l'economia, especialment en els EAU i Bahrain. El turisme, amb l'excepció de Turquia i Egipte, no està explotat completament. En els darrers anys, els països han començat a tenir un gran nombre de turistes, ja que els seus governs van millorar la infraestructura de les ciutats, sobretot a Dubai en els EAU, on els turistes creixen a gairebé 10% anual.
| Número | País                | PIB (PPA) per capita, 2006 en Dòlars internacionals (PPP-Dòlars) | PIB (PPA) per capita, 2007 (estimat) en Dòlars internacionals (PPP-Dòlars) | PIB (PPA) per capita, 2008 (estimat) en Dòlars internacionals (PPP-Dòlars) |
| 10     | Qatar               | 36.632                                                           | 38.672                                                                     | 40.458                                                                     |
| 17     | Emirats Àrabs Units | 34.109                                                           | 35.516                                                                     | 36.296                                                                     |
| 37     | Kuwait              | 20.886                                                           | 21.418                                                                     | 22.063                                                                     |

Segons les dades aparegudes al World Development Indicators del Banc Mundial, publicades l'1 de juliol de 2009, les tres grans economies de l'Orient Mitjà en 2008 van ser Turquia ($ 794.228.000.000), Aràbia Saudita ($ 467.601.000.000) i l'Iran ($ 385.143.000.000) en termes de PIB nominal. Pel que fa al PIB nominal per capita, els països de més alt rang són Qatar (93.204 dòlars), els Emirats Àrabs Units (55.028 dòlars), Kuwait ($ 45.920) i Xipre (32.745 dòlars). Turquia ($ 1.028.897.000.000), l'Iran ($ 839.438.000.000) i l'Aràbia Saudita ($ 589.531.000.000) van tenir les grans economies en termes de PIB-PPP. Quan es tracta de per capita (PPP)-basat en els ingressos, els països de major rang són Qatar ($ 86.008), Kuwait ($ 39.915), els Emirats Àrabs Units (38.894 dòlars), Bahrain (34.662 dòlars) i Xipre (29.853 dòlars). El país amb menys qualificació a l'Orient Mitjà, en termes de renda per capita (PPP), és l'Autoritat Palestina autònoma de Gaza i la Ribera Occidental ($ 1.100).

## Cultura
A la regió es parlen llengües de la família indoeuropea, afroasiàtica i l'àrab. Aquest idioma predomina a la literatura culta i és la llengua de la religió majoritària a la zona, l'islam, si bé hi ha creients jueus i cristians.

### Arts plàstiques i arquitectura
- La pintura a l'antic Egipte.
- La pintura a Mesopotàmia i Pèrsia
- Art islàmic

### Dansa
La Raks Sharki رقص شرقي (Ball de l'Odalisca) anomenada Dansa àrab o Dansa del ventre, és una de les més antigues del món. Els seus orígens exactes són incerts, però combina elements de les danses de l'Orient Mitjà i del nord d'Àfrica. El dabke libanès i els balls dels dervixos turcs també són populars fora dels seus països d'origen.

## Ètnies

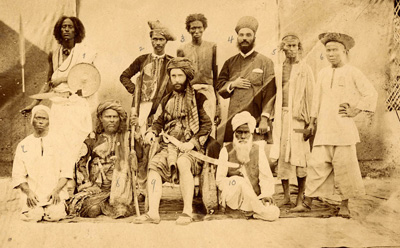
Diverses ètnies i religions de l'Orient Mitjà al.

L'Orient Mitjà és la llar de nombroses ètnies, incloent-hi àrabs, turcs, perses, somalis, jueus, kurds, assiris, coptes, armènics, arameus, àzeris, maltesos, adigués, grecs, turcmans, shabaks, yazidis, mandeus, georgians, gitanos, gagaüsos, amazics, mhallamis i samaritans.